# 嗨！2014
《嗨！2014》是中国中央电视台综合频道推出的脱口秀娱乐节目，由谢娜与庾澄慶搭档主持，本节目于2014年4月11日起每周五晚22点30分播出。

## 节目概要
《嗨!2014》是由央视与天娱传媒首度合作，主打快乐风尚，旨在弘扬正能量，大胆尝试了一种新型娱乐节目展现形式。节目分“嗨聊”与“嗨唱”模式，将音乐、文化与快乐结合起来。节目主要内容是通过模拟情景剧或者以游戏形式与嘉宾互动，并在嗨唱环节中嘉宾与主持人互动演唱经典怀旧歌曲。

## 节目嘉宾
节目邀请的都是当下热门的影视剧组、当红的话题人物。